# IPod touch (5 поколения)
iPod Touch пятого поколения (стилизованный под iPod touch и продаваемый в просторечии как iPod Touch 5G, iPod Touch 5 или iPod 5) был представлен на мероприятии Apple для СМИ вместе с iPhone 5 12 сентября 2012 года и был выпущен 11 октября 2012 года. Мобильное устройство, разработанное и продаваемое Apple Inc. с пользовательским интерфейсом на основе сенсорного экрана, пришло на смену iPod Touch 4-го поколения. Он совместим с iOS до версии 9.3.5, выпущенной 25 августа 2016 года.
Как и iPhone 5, iPod Touch пятого поколения представляет собой более тонкую и легкую модель, которая представляет серию с 4-дюймовым экраном с более высоким разрешением и широкоэкранным соотношением сторон 16:9, аналогичным iPhone 5, 5C и 5S. Другие улучшения включают поддержку записи видео 1080p и панорамных фотографий с помощью задней камеры, светодиодную вспышку, чип Apple A5 (тот же чип, который используется в iPad Mini (1-го поколения), iPad 2 и iPhone 4S) и поддержку Siri от Apple.
iPod Touch пятого поколения был выпущен с большим количеством цветовых вариантов, чем его предшественники. Первоначально он имел черный экран и грифельную заднюю панель, а также белый экран с пятью вариантами цвета задней панели, включая серебристый, розовый, желтый, синий и красный цвет продукта, однако при выпуске iPhone 5S грифельный цвет был изменен на космический серый и все остальные. остальные цвета остались без изменений.
Первоначально устройство продавалось только в моделях на 32 ГБ и 64 ГБ. Первая модель на 16 ГБ, представленная 30 мая 2013 года, была доступна только в одной цветовой комбинации (черный экран с серебристой задней панелью) и не имела задней камеры iSight, светодиодной вспышки и петли iPod Touch Loop, которые есть в моделях на 32 ГБ. 26 июня 2014 года он был заменен новой моделью на 16 ГБ, в которой больше нет задней камеры и полного спектра цветовых вариантов. Цены на iPod Touch также изменились. Модель на 16 ГБ стоит 199 долларов вместо 229 долларов, модель на 32 ГБ — 249 долларов вместо 299 долларов, а модель на 64 ГБ — 299 долларов вместо 399 долларов. iPod Touch (5-го поколения) был официально снят с производства Apple 15 июля 2015 года с выпуском его преемника, iPod Touch (6-го поколения).

## История
iPod touch 5-го поколения был представлен 12 сентября 2012 года, одновременно с iPhone 5. Основными отличительными чертами от его предшественника являются: изменённый дизайн, более производительный процессор, увеличенный на 0,5 дюйма экран, а также металлический корпус. Выпускался до 15 июля 2015 года.

## Программное обеспечение
iPod Touch пятого поколения работает под управлением iOS, мобильной операционной системы Apple.
Первоначально поставляемый с iOS 6, который был выпущен 19 сентября 2012 года, он может воспроизводить музыку, фильмы, телешоу, электронные книги, аудиокниги и подкасты, а также может сортировать свою медиатеку по песням, исполнителям, альбомам, видео, плейлистам, жанрам, композиторов, подкасты, аудиокниги и сборники. Пользователи могут повернуть свое устройство горизонтально в ландшафтный режим, чтобы получить доступ к Cover Flow. Эта функция показывает различные обложки альбомов в прокручиваемой библиотеке фотографий. Прокрутка осуществляется скольжением пальца по экрану. Кроме того, элементы управления гарнитурой можно использовать для приостановки, воспроизведения, пропуска и повтора дорожек. Однако наушники EarPods, поставляемые с iPod, не имеют пульта дистанционного управления и микрофона.
Как и iPhone 4S и более поздние модели, iPod Touch пятого поколения был первым в линейке iPod Touch с поддержкой Siri, которая позволяет пользователю управлять устройством с помощью голосовых команд. Программное обеспечение было улучшено в iOS 6, чтобы включить возможность бронировать столик в ресторане, запускать приложения, диктовать обновления Facebook или Twitter, получать обзоры фильмов и подробную спортивную статистику. Некоторые новые приложения и функции, появившиеся в iOS 6, включали Apple Maps, Passbook и дублирование экрана. Стал доступен AirPlay, который позволяет зеркально отображать экран через Apple TV или другое поддерживаемое внешнее устройство, позволяет зеркально отображать экран iPod Touch, и это было первое поколение iPod Touch, поддерживающее его.
iOS 7 была выпущена 18 сентября 2013 года для всех устройств iOS. Это поколение было единственным iPod Touch в линейке iPod Touch, работающим под управлением iOS 7. 2 июня 2014 года было объявлено, что этой осенью iPod Touch 5-го поколения получит iOS 8. Он был выпущен 17 сентября 2014 года.
8 июня 2015 года на конференции WWDC 2015 было подтверждено, что iPod Touch 5-го поколения будет поддерживать iOS 9. Это делает его первым iPod touch, поддерживающим 4 основные версии iOS: iOS 6, iOS 7, iOS 8 и iOS 9. Другие устройства на базе A5 также будут поддерживать iOS 9, включая iPad 2 (6 основных версий iOS), iPhone 4S (5 основных версий iOS) и iPad Mini (4 основных версии iOS). iOS 9.3.5 — последнее обновление, поддерживающее iPod Touch 5-го поколения, поскольку оно несовместимо с iOS 10, а также с iPhone 4S, iPad 2, iPad 3 и iPad Mini 1-го поколения из-за аппаратных ограничений.

## Технические характеристики
iPod Touch пятого поколения оснащен чипом Apple A5, который похож на тот, что используется в iPhone 4S, iPad 2 и iPad Mini. Чип состоит из двухъядерного процессора ARM Cortex-A9 с тактовой частотой 1 ГГц и графического процессора PowerVR SGX543MP2 (2-ядерного), что делает его быстрее, чем iPod Touch четвертого поколения, в котором используется чип Apple A4. Емкость хранилища доступна в 32 или 64 ГБ, а 16 ГБ будут объявлены позже, чтобы заменить предыдущее поколение.
Дисплей Retina на iPod подобен тому, что на iPhone 5, размером 1136 на 640 пикселей с соотношением сторон почти точно 16:9. Имея диагональ 4 дюйма, он имеет размер дисплея 6,7 квадратных дюйма и плотность пикселей 326 пикселей на дюйм, которая остается такой же, как и в четвертом поколении. Значки экрана расположены в виде матрицы из 6 рядов по 4 значка в каждом. Благодаря большему экрану, чем у модели предыдущего поколения, iPod Touch пятого поколения позволяет добавить 6-й ряд значков к 5 рядам, которые присутствовали в iPod Touch четвертого поколения. Однако iPod Touch пятого поколения не имеет датчика внешней освещенности, который был в предыдущем поколении. Новая камера iSight имеет разрешение 5 мегапикселей и способна записывать видео в формате 1080p с сенсором с подсветкой и светодиодной вспышкой. Фронтальная камера также была модернизирована до 1,2 мегапикселя с возможностью записи видео 720p по сравнению с фронтальной камерой VGA 0,3 мегапикселя в четвертом поколении.

## Дизайн
Отделка iPod Touch пятого поколения представляет собой цельный алюминиевый корпус, изготовленный из того же вида анодированного алюминия, который используется в линейке MacBook. Благодаря новой камере iSight и светодиодной вспышке iPod Touch получил новую функцию, известную как iPod Touch Loop. В левом нижнем углу задней панели iPod Touch есть кнопка, нажатие которой позволяет прикрепить ремешок к iPod Touch. Другие изменения в iPod Touch включают добавление цветов и возвращение черной антенны Wi-Fi.
Версия на 16 ГБ, не включающая камеру iSight, светодиодную вспышку и Loop, была выпущена 30 мая 2013 года, а 26 июня 2014 года эта модель была заменена на 16-гигабайтную модель оригинального дизайна.

## iPod touch loop
Интересной отличительной чертой iPod touch 5-го поколения был ремешок iPod touch loop, который крепился в нижней левой части корпуса на специальное выступающее крепление, которое выдвигалось при нажатии на него. Ремешок поставлялся в комплекте с самим iPod, но мог покупаться отдельно.

## Модель iPod touch 16 Гб
30 мая 2013 года Apple обновила линейку iPod touch, добавив в неё модель с 16 Гб памяти. Она отличалась отсутствием основной камеры и ремешка iPod touch loop, а также сниженной до 229$ ценой. iPod продавался только в серебристом цвете с чёрной лицевой панелью.

## Аксессуары
iPod Touch пятого поколения, а также iPhone 5, iPod Nano (7-го поколения), iPad (4-го поколения) и iPad Mini оснащены новым док-разъемом Lightning, заменяющим 30-контактный док-разъем Apple, впервые представленный Apple в 2003 году на iPod третьего поколения. Разъем Apple Lightning имеет восемь контактов, и вся сигнализация является цифровой. Новый разъем также можно вставлять любым способом, в отличие от 30-контактного разъема, который можно вставлять только одним способом. Apple будет выпускать адаптеры для преобразования разъема Apple Lightning в более старый 30-контактный разъем Apple Dock или USB, хотя не все аксессуары будут работать с адаптером, поскольку доступны не все сигналы, в частности видеовыход и функция iPod Out для Автомобили BMW.
Наушники, известные как Apple EarPods, также входят в комплект поставки iPod touch пятого поколения и других устройств, о которых было объявлено на мероприятии Apple для СМИ 12 сентября 2012 года. Они заменили наушники, которые были в комплекте с iPhone и iPod предыдущего поколения. По словам технических комментаторов, изменение конструкции наушников направлено на улучшение качества звука за счет более свободного прохождения воздуха внутрь и наружу. Apple заявляет, что изменение дизайна их наушников позволяет ей «конкурировать с высококачественными наушниками, которые стоят на сотни долларов дороже». В обзорах Gizmodo и TechRadar сообщается, что, хотя наушники с обновленным дизайном звучали лучше, чем их предшественники, рецензенты сочли, что качество воспроизводимого звука по-прежнему не впечатляет. Оба также заявили, что EarPods бледнеют по сравнению с другими наушниками схожей цены.
Другие аксессуары, которые продавались вместе с iPod Touch, включают ремешок для петли для iPod Touch (недоступно для модели на 16 ГБ).

## Цвета

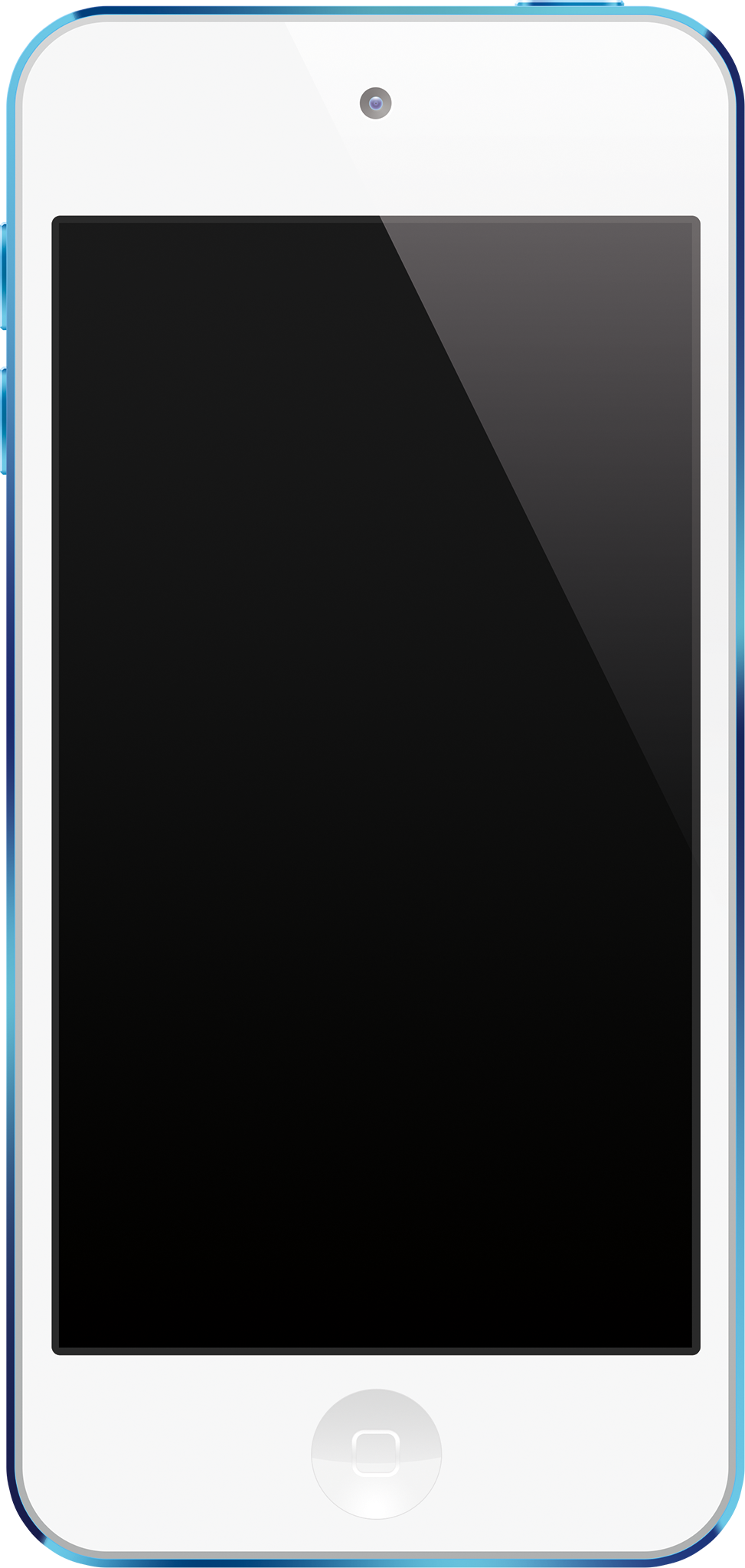
Синего цвета

iPod touch 5-го поколения был первым iPod touch, который был представлен в нескольких цветовых вариантах, таких как:
- Серебристый
- Чёрный
- Красный
- Голубой
- Розовый
- Жёлтый[18]

## Цена
Цена на iPod touch 5-го поколения зависит только от объёма встроенной памяти и не зависит от цвета.
- 16 Гб — 229$
- 32 Гб — 299$
- 64 Гб — 399$[19]

## Прием
Эндрю Уильямс из TrustedReviews отметил общие черты iPod touch 5-го поколения с iPhone 5, высоко оценив дизайн и достойные возможности подключения. Грэм Барлоу из TechRadar похвалил улучшенный экран, больше цветовых вариантов, наушники более высокого качества и легкий вес iPod, критикуя «перезагрузку» порта молнии. Скотт Стейн из CNET похвалил улучшенное качество камеры и дизайн, но отметил, что iPod touch по-прежнему слабее и уступает другим устройствам iOS.